# SN 1999bm
SN 1999bm – supernowa typu Ia odkryta 15 marca 1999 roku w galaktyce A124500-0627. W momencie odkrycia miała maksymalną jasność 20,50m.